# Lyase

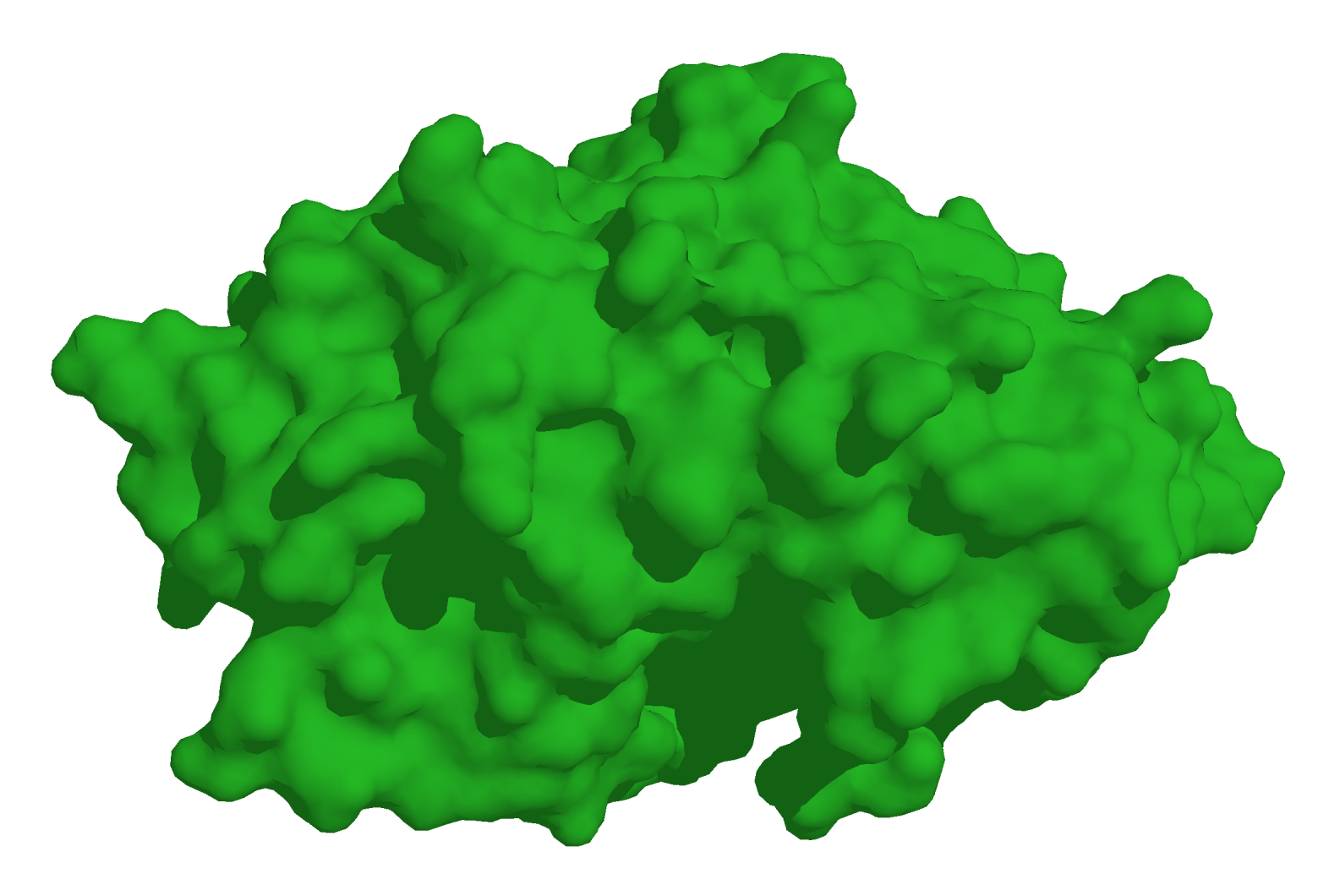
Amas d'enzymes

En biochimie, une lyase est une enzyme qui catalyse la rupture de différentes liaisons chimiques par des moyens autres que l'hydrolyse ou l'oxydation, formant ainsi souvent une nouvelle liaison double ou un nouveau cycle. Par exemple une enzyme lyase catalyse la réaction de transformation de l'adénosine triphosphate (ATP) en adénosine monophosphate cyclique (AMPc) :
ATP → AMPc + PPi
Les lyases diffèrent des autres enzymes, en ce sens qu'elles ne nécessitent qu'un réactif dans le sens direct de la réaction, mais deux dans le sens inverse: 
Réaction:     A ⇋ B + C

## Classification
Les lyases sont classées EC 4 dans la nomenclature EC de classification des enzymes. Les lyases peuvent être ensuite classée dans sept différentes sous-catégories :
- EC 4.1 qui regroupe les lyases qui coupent les liaisons carbone-carbone: les décarboxylases (EC 4.1.1), les aldolases (EC 4.1.2), oxacide lyases (EC 4.1.3) et  les autres(EC 4.1.99)
- EC 4.2 qui regroupe les lyases qui coupent les liaisons carbone-oxygène; comme les déhydratases
- EC 4.3 qui regroupe les lyases qui coupent les liaisons carbone-azote, comme la phénylalanine ammonia-lyase
- EC 4.4  qui regroupe les lyases qui coupent les liaisons carbone-soufre
- EC 4.5  qui regroupe les lyases qui coupent les liaisons carbone-halogène
- EC 4.6  qui regroupe les lyases qui coupent les liaisons phosphore-oxygène,  comme l'adénylate cyclase et la guanylate cyclase
- EC 4.99 qui regroupe les autres lyases, comme la ferrochélatase